# Lucifer (singel Shinee)
Lucifer (ko. 루시퍼 Lusipeo) – singel południowokoreańskiej grupy SHINee, wydany cyfrowo 19 lipca 2010 roku w Korei Południowej. Singel promował album Lucifer. Singel sprzedał się w Korei Południowej w nakładzie 1 431 431 (w roku 2010) egzemplarzy.

## Promocja
Zwiastun teledysku do utworu ukazał się 14 lipca 2010 na oficjalnym kanale YouTube wytwórni. Pełny teledysk ukazał się 19 lipca 2010 r. Grupa miała swój comeback 23 lipca w programie Music Bank, gdzie wykonali piosenkę. Minho nie brał udział w występach z powodu zranionej nogi, która opóźniła premierę albumu. Choreografia do teledysku Lucifer przedstawiała „Handcuff Dance”, została opracowana przez Rino Nakasone Razalan i Shim Jae-won.

## Lista utworów
| Nr | Tytuł     | Słowa         | Muzyka                                           | Czas |
| -- | --------- | ------------- | ------------------------------------------------ | ---- |
| 1. | "Lucifer" | Yoo Young-jin | Ryan Jhun, Yoo Young-jin, Adam Kapit, Bebe Rexha | 3:54 |

## Japońska wersja
LUCIFER – trzeci japoński singel, wydany 12 października 2011 roku. Osiągnął 2 pozycję w rankingu Oricon i pozostał na liście przez 15 tygodni, sprzedał się w nakładzie 62 193 egzemplarzy.
Singel został wydany w trzech wersjach. Limitowana edycja A w digipacku, zawiera 68-stronicowy fotobook, playbutton z utworem LUCIFER w formacie mp3, bonusowe DVD i jeden z pięciu obrazków tematycznych. Limitowana edycja B była podobna do wer. A, nie zawierała playbuttonu. Edycja regularna zawierała bonusowe DVD i 44-stronicowy fotobook.

### Lista utworów
| CD                     |                                          |                                               |                                                  |      |
| Nr                     | Tytuł                                    | Słowa                                         | Muzyka                                           | Czas |
| 1.                     | "LUCIFER"                                | Yoo Young-jin, STY                            | Ryan Jhun, Yoo Young-jin, Adam Kapit, Bebe Rexha | 3:56 |
| 2.                     | "Love Like Oxygen"                       | Kwon Yun-jung, Kim Yong-hu, Natsumi Kobayashi | Remee, Lucas Secon, Thomas Troelsen              | 3:05 |
| 3.                     | "LUCIFER" (kor. wer. – Typ A i B)        |                                               |                                                  | 3:54 |
| 4.                     | "Kiss Kiss Kiss" (kor. wer. – Typ A i B) |                                               |                                                  | 3:04 |
| DVD (Type A)           |                                          |                                               |                                                  |      |
| Nr                     | Tytuł                                    | Tytuł                                         | Tytuł                                            | Czas |
| 1.                     | "LUCIFER" Music Video                    | "LUCIFER" Music Video                         | "LUCIFER" Music Video                            |      |
| 2.                     | "LUCIFER" Dance Music Video [Type A]     | "LUCIFER" Dance Music Video [Type A]          | "LUCIFER" Dance Music Video [Type A]             |      |
| 3.                     | "LUCIFER" Teaser                         | "LUCIFER" Teaser                              | "LUCIFER" Teaser                                 |      |
| DVD (Type B)           |                                          |                                               |                                                  |      |
| Nr                     | Tytuł                                    | Tytuł                                         | Tytuł                                            | Czas |
| 1.                     | "LUCIFER" Music Video                    | "LUCIFER" Music Video                         | "LUCIFER" Music Video                            |      |
| 2.                     | "LUCIFER" Dance Music Video [Type B]     | "LUCIFER" Dance Music Video [Type B]          | "LUCIFER" Dance Music Video [Type B]             |      |
| 3.                     | "LUCIFER" Teaser                         | "LUCIFER" Teaser                              | "LUCIFER" Teaser                                 |      |
| DVD (edycja regularna) |                                          |                                               |                                                  |      |
| Nr                     | Tytuł                                    | Tytuł                                         | Tytuł                                            | Czas |
| 1.                     | "LUCIFER" Music Video                    | "LUCIFER" Music Video                         | "LUCIFER" Music Video                            |      |
| 2.                     | "LUCIFER" Jacket Shooting Sketch         | "LUCIFER" Jacket Shooting Sketch              | "LUCIFER" Jacket Shooting Sketch                 |      |
| 3.                     | "LUCIFER" Music Video Shooting Sketch    | "LUCIFER" Music Video Shooting Sketch         | "LUCIFER" Music Video Shooting Sketch            |      |
| 4.                     | "LUCIFER" Teaser                         | "LUCIFER" Teaser                              | "LUCIFER" Teaser                                 |      |

## Notowania
Singel koreański
| Lista                       | Najwyższa pozycja |
| --------------------------- | ----------------- |
| Gaon Weekly Digital Chart   | 2                 |
| Gaon Monthly Digital Chart  | 9                 |
| Gaon Streaming Chart        | 2                 |
| Gaon Weekly Download Chart  | 2                 |
| Gaon Monthly Download Chart | 19                |
| Gaon Yearly Download Chart  | 104               |

Singel japoński
| Lista                | Najwyższa pozycja |
| -------------------- | ----------------- |
| Oricon Daily Chart   | 1                 |
| Oricon Weekly Chart  | 2                 |
| Oricon Monthly Chart | 11                |
| Oricon Yearly Chart  | 118               |